# Hans-Jürgen Riediger
Hans-Jürgen Riediger (ur. 20 grudnia 1955 w Finsterwalde) – niemiecki piłkarz występujący na pozycji napastnika.

## Kariera klubowa
Riediger jako junior grał w klubach Traktor Sonnenwalde oraz Motor Finsterwalde. W 1972 roku trafił do juniorów Dynama Berlin, a w 1973 roku został włączony do jego pierwszej drużyny. W 1976 roku wywalczył z nim wicemistrzostwo NRD. W 1979 roku dotarł z zespołem do finału Pucharu NRD, gdzie Dynamo przegrało jednak z 1. FC Magdeburg. W finale Pucharu NRD wystąpił z klubem także w 1982 roku oraz w 1984 roku, jednak w obydwu przypadkach Dynamo Berlin ulegało tam zespołowi Dynamo Drezno. Od 1979 roku do 1984 roku z Dynamem Riedigier rokrocznie zdobywał mistrzostwo NRD.

## Kariera reprezentacyjna
W reprezentacji NRD Riediger zadebiutował 26 marca 1975 w zremisowanym 0:0 towarzyskim meczu z Bułgarią. 31 lipca 1975 w wygranym 7:1 towarzyskim spotkaniu z Kanadą strzelił pierwszego gola w drużynie narodowej. W 1976 roku zdobył z drużyną narodową złoty medal Letnich Igrzysk Olimpijskich. Po raz ostatni w kadrze zagrał 13 października 1982 w przegranym 0:2 pojedynku eliminacji Mistrzostw Europy 1984 ze Szkocją. W latach 1975–1982 w drużynie narodowej rozegrał w sumie 41 spotkań i zdobył 6 bramek.